# Marielle Rogers
Pour les articles homonymes, voir Rogers.
Marielle Rogers, née le 16 juillet 1987, est une nageuse sud-africaine.

## Carrière
Marielle Rogers est médaillée d'argent du 50 mètres nage libre aux Championnats d'Afrique de natation 2006 à Dakar.